# Пуэрто-Нариньо
Пуэрто-Нариньо (исп. Puerto Nariño) — муниципалитет на юге Колумбии, в составе департамента Амасонас.

## История
Поселение Пуэрто-Нариньо было основано 18 августа 1961 года.

## Географическое положение

Муниципалитет Пуэрто-Нариньо

Муниципалитет расположен в южной части департамента. Граничит на севере с территорией муниципалитета Тарапака, на востоке — с территорией муниципалитета Летисия, на западе и юге — с территорией Перу (на юге граница проходит по реке Амазонке). Абсолютная высота поселения Пуэрто-Нариньо — 89 метров над уровнем моря.
Площадь муниципалитета составляет 1876 км².

## Население
По данным Национального административного департамента статистики Колумбии, численность населения муниципалитета в 2012 году составляла 7808 человек.
Динамика численности населения муниципалитета по годам:
| 2005 | 2006 | 2007 | 2008 | 2009 | 2010 | 2011 | 2012 |
| ---- | ---- | ---- | ---- | ---- | ---- | ---- | ---- |
| 6983 | 7102 | 7220 | 7338 | 7456 | 7574 | 7691 | 7808 |

Согласно данным переписи 2005 года мужчины составляли 53,7 % от населения Пуэрто-Нариньо, женщины — соответственно 46,3 %. В расовом отношении индейцы составляли 87,6 % от населения муниципалитета; белые и метисы — 12,3 %; негры и мулаты — 0,1 %.
Уровень грамотности среди населения старше 15 лет составлял 87,1 %.

## Экономика
Основу экономики Вильянуэвы составляют натуральное хозяйство, рыболовство, а также экотуризм.